# Zlatomir Zagorčić
Zlatomir Zagorčić (en serbio: Златомир Загорчић) (en búlgaro: Златомир Загорчич) (Novi Sad, RFS de Yugoslavia, 15 de junio de 1971) es un ex-futbolista búlgaro de origen serbio.
Como jugador disputó la Eurocopa 2004 con la selección de fútbol de Bulgaria, aunque actualmente ejerce de entrenador del FK Vojvodina de Serbia.

## Clubes
| Club             | País                | Año         | Partidos | Goles |
| FK Novi Sad      | Yugoslavia          | 1990 - 1997 | 128      | 5     |
| PFC Litex Lovech | Bulgaria            | 1997 - 1999 | 54       | 1     |
| Adanaspor        | Turquía             | 1999        | 3        | 0     |
| AC Lugano        | Suiza               | 2000 - 2002 | 65       | 0     |
| PFC Litex Lovech | Bulgaria            | 2002 - 2005 | 46       | 2     |
| FK Novi Sad      | Serbia y Montenegro | 2005        | 6        | 0     |

- Datos: Q1589484